# Judy Dyble
Judith Aileen Dyble, conosciuta come Judy Dyble (pronunciato Die-bul) (Londra, 13 febbraio 1949 – 12 luglio 2020), è stata una cantante britannica, famosa per essere stata cantante e fondatrice dei gruppi Fairport Convention e Trader Horne, oltre che per aver registrato diversi brani con Giles, Giles & Fripp, gruppo evolutosi nei King Crimson dopo il suo abbandono.

## Vita privata
Dal 1968 al 1974 è stata fidanzata con Ian McDonald, primo sassofonista dei King Crimson. 